# Annamitargus
Annamitargus (Rheinardia ocellata) är en hotad fågel i familjen fasanfåglar inom ordningen hönsfåglar. Den förekommer endast i Laos och Vietnam. Fram tills nyligen inkluderade den tofsargusen på Malackahalvön (R. nigrescens), då under det svenska trivialnamnet tofsargusfasan, men dessa urskiljs numera som egna arter.

## Utseende och läte
Annamitargusen är en stor fasan med en hos hanen enorm stjärt, som gör att skillnaden i kroppslängd mellan könen är mycket stor: 190–239 cm för hanen och 74–75 cm för honan. Hanen är brunsvart med vita prickar. Jämfört med närbesläktade tofsargusen på Malackahalvön har den kortare och mestadels brunaktig tofs, vit strupe och vitt ögonbrynsstreck, kastanjebrun hals, mer kastanjebrunt och grått på stjärten samt fler och mindre, beigefärgade fläckar ovan – tofsargusen har beige på strupe och ögonbrynsstreck samt lång, brunsvart och vit tofs.
Honan är mindre med mycket mindre stjärt, i fjäderdräkten varmbrun med svartaktiga och gulbruna band, fläckar och marmoreringar. Lätet på spelplats beskrivs i engelsk litteratur som ett mycket högljutt "woo'o-wao". Även vittljudande "oowaaaa" i serier hörs.

## Utbredning och systematik
Fågeln förekommer i bergsområden i centrala Vietnam och östra Laos. Traditionellt behandlas annamitargusen och tofsargusen på Malackahalvön som en och samma art, under trivialnamnet tofsargusfasan. Denna har dock nyligen delats upp i två på basis av skillnader i dräkt och läten.

## Status och hot
Annamitargusen tros ha påverkats mycket negativt av omfattande fångst och skogsavverkningar, så pass att internationella naturvårdsunionen IUCN listar den som akut hotad.

## Namn
Fågelns vetenskapliga släktesnamn hedrar Pierre-Paul Rheinart (1840-1902), överstelöjtnant i franska armén, upptäcktsresande i Laos 1869, chargé d’affaires i Annam och Tonkin 1875-1876 och 1879-1883 samt generalresident i Annam 1884 och 1888-1889. Notera att det tidigare svenska trivialnamnet för Rheinardia ocellata, tofsargusfasan till viss del begränsats till populationen på Malackahalvön, numera urskiljd som den egna arten tofsargus (Rheinardia nigrescens). Annamiterna är namnet på en bergskedja på gränsen mellan Laos och Vietnam där arten förekommer.